# Raffles (1930)
Raffles ist ein US-amerikanischer Kriminalfilm aus dem Jahr 1930 mit Ronald Colman und Kay Francis unter der Regie von George Fitzmaurice. Die literarische Vorlage lieferte dazu Ernest William Hornungs Roman The Amateur Cracksman (1899).

## Handlung
Raffles ist ein Gentleman, der ein Doppelleben führt. Seinen Lebensunterhalt verdient er sich als Juwelendieb, der sich „Amateur Cracksman“ nennt. Als er der Gesellschaftsdame Lady Gwen begegnet, verliebt er sich in sie und beschließt, sein Leben ohne weitere kriminellen Taten zu leben. Doch als sein bester Freund Bunny sich aus reiner Verzweiflung das Leben nehmen will, will Raffles ihm mit einem letzten Beutezug helfen, seine erdrückenden Wettschulden zu bezahlen.
Mit Bunny und Gwen erscheint Raffles auf einer Party von Lord und Lady Melrose. Raffles ist an der Diamantenkette der Lady interessiert. Jedoch werden Raffles Planungen durch das Eingreifen einer anderen Diebesgruppe vereitelt. Inspektor McKenzie hat von dem Plan der Gruppe erfahren und erscheint ebenfalls mit seinen Männern bei den Melroses. Ein weiterer Gauner, Crawshaw, bricht in das Haus ein. Er ist der Erfolgreiche und kann sich der Kette bemächtigen. Doch Raffles ist in der Lage, ihm die Kette wieder abzunehmen. Crawshaw wird von McKenzies Männern geschnappt, erkennt jedoch zur gleichen Zeit die wahre Identität des Mannes, der ihm die Kette abgenommen hat.
McKenzie und Gwen haben Raffles im Verdacht, Raffles sei der „Amateur Cracksman“. McKenzie will zuerst das ganze Haus durchsuchen, wobei keiner der Anwesenden das Haus verlassen darf. Doch Gwen bekommt McKenzies Sinneswandel mit. Er plant, Crawshaw freizulassen, damit dieser ihn zu Raffles führt, den er im Verdacht hat, die Kette zu besitzen. Gwen eilt hinter Raffles her, um ihn zu warnen. Crawshaw macht das, was McKenzie erwartet hat, er folgt Raffles. Der kann den Gauner davon überzeugen, dass ihm die Polizei gefolgt ist und hilft ihm bei der Flucht. Raffles gesteht nun öffentlich der „Amateur Cracksman“ zu sein. Er erinnert Lord Melrose an die ausgelobte Belohnung für die Wiederbeschaffung der Kette. Zufällig entspricht die Belohnung genau der Höhe von Bunnys Schulden. Er übergibt Melrose die Kette und kann McKenzie überlisten und fliehen. Gwen und Raffles haben ausgemacht, sich in Paris zu treffen.

## Hintergrund
Ronald Colman gehörte zu den wenigen Stars, die den Wechsel vom Stummfilm zum Tonfilm nicht nur problemlos schafften, sondern ihre Popularität noch ausbauen konnte. Sein Erfolg stand im Gegensatz zu Vilma Bánky, mit der er in fünf Filmen ein populäres Leinwandpaar bildete. Die Schauspielerin beendete 1930 ihre amerikanische Karriere, da ihr schwerer ungarischer Akzent keinen Anklang beim Publikum fand. 
Der Film ging zunächst unter der Regie von Harry d’Abbadie d’Arrast in Produktion, doch mitten in den Dreharbeiten feuerte Samuel Goldwyn den Regisseur und ersetzte ihn durch George Fitzmaurice, der mit Colman bereits in der Vergangenheit fünfmal zusammengearbeitet hatte. An der Kinokasse war der Film mit einem Einspielergebnis von 1,2 Millionen US-Dollar erfolgreich.

## Kritik
Variety befand, dass die Sympathie für den Kriminellen instinktiv sei. Kay Francis sei zudem eine glückliche Wahl. Der TimeOut Filmguide schrieb, Colman überzeuge mit seinem brillanten mühelosen Charme.

## Auszeichnungen
Bei der Oscarverleihung 1930 (November) erhielt der Film eine Nominierung in der Kategorie Bester Ton.